# Peter Stuyvesant (film)
Pour les articles homonymes, voir Peter Stuyvesant.
Pour plus de détails, voir Fiche technique et Distribution.
Peter Stuyvesant est un film américain réalisé par Frank Tuttle, sorti en 1924. 
Ce film muet en noir et blanc met en scène Pieter Stuyvesant, dernier directeur-général néerlandais à avoir administré en Amérique du Nord la colonie de la Nouvelle-Néerlande, de 1647 à 1664.
Le film est diffusé pour la première fois le 5 août 1941 sur la chaîne de télévision new-yorkaise WNBT.

## Fiche technique
- Titre original : Peter Stuyvesant
- Réalisation : Frank Tuttle
- Scénario : William B. Courtney & Dixon Ryan Fox (en)
- Société de production : Chronicles of America Pictures
- Société de distribution : Pathé Exchange
- Pays d'origine :  États-Unis
- Langue : anglais
- Format : Noir et blanc – 1,33:1 – 35 mm – Muet
- Genre : film historique
- Longueur de pellicule : 900 m (3 bobines)
- Année : 1924
- Dates de sortie :
  -  États-Unis : 24 février 1924
- Autres titres connus :
  -  États-Unis : Chronicles of America #6: Peter Stuyvesant

## Distribution
- William Calhoun : Pieter Stuyvesant
- Charles Laite : George Baxter
- Dwight Wiman (en) : le roi d'Angleterre Charles II
- Osgood Perkins
- Cuyler Supplee : le duc d'York Jacques II
- J. Malcolm Dunn : Lord Clarendon
- Frank Tweed : Nicasius de Sille (en)
- Pearl Sindelar : Madame Stuyvesant
- Francetta Malloy : la favorite du roi Charles II